# Susner
Susner là một thị xã và là một nagar panchayat của quận Shajapur thuộc bang Madhya Pradesh, Ấn Độ.

## Địa lý
Susner có vị trí 23°57′B 76°05′Đ / 23,95°B 76,08°Đ Nó có độ cao trung bình là 502 mét (1646 feet).

## Nhân khẩu
Theo điều tra dân số năm 2001 của Ấn Độ, Susner có dân số 13.440 người. Phái nam chiếm 52% tổng số dân và phái nữ chiếm 48%. Susner có tỷ lệ 72% biết đọc biết viết, cao hơn tỷ lệ trung bình toàn quốc là 59,5%: tỷ lệ cho phái nam là 79%, và tỷ lệ cho phái nữ là 64%. Tại Susner, 16% dân số nhỏ hơn 6 tuổi.